# Las Pomas, Zacatecas
Las Pomas är en ort i Mexiko.   Den ligger i kommunen Valparaíso och delstaten Zacatecas, i den centrala delen av landet, 600 km nordväst om huvudstaden Mexico City. Las Pomas ligger 2 090 meter över havet och antalet invånare är 155.
Terrängen runt Las Pomas är kuperad åt nordväst, men åt sydost är den platt. Las Pomas ligger nere i en dal. Runt Las Pomas är det mycket glesbefolkat, med 5 invånare per kvadratkilometer. Närmaste större samhälle är J. Jesús González Ortega, 11,7 km väster om Las Pomas. Omgivningarna runt Las Pomas är i huvudsak ett öppet busklandskap.